# Chenopodium berlandieri
Chenopodium berlandieri là loài thực vật có hoa thuộc họ Dền. Loài này được Moq. mô tả khoa học đầu tiên năm 1840.

## Hình ảnh

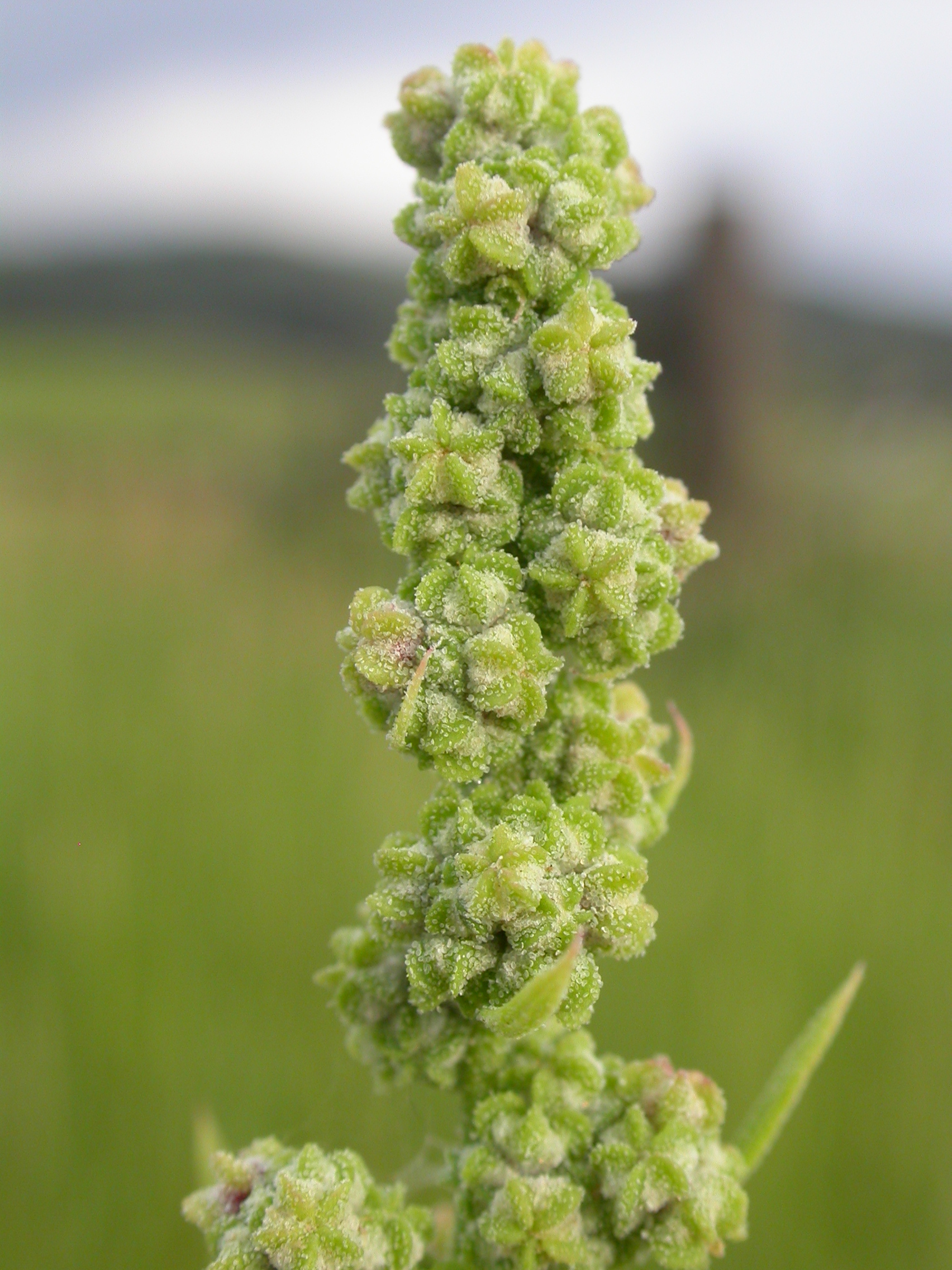
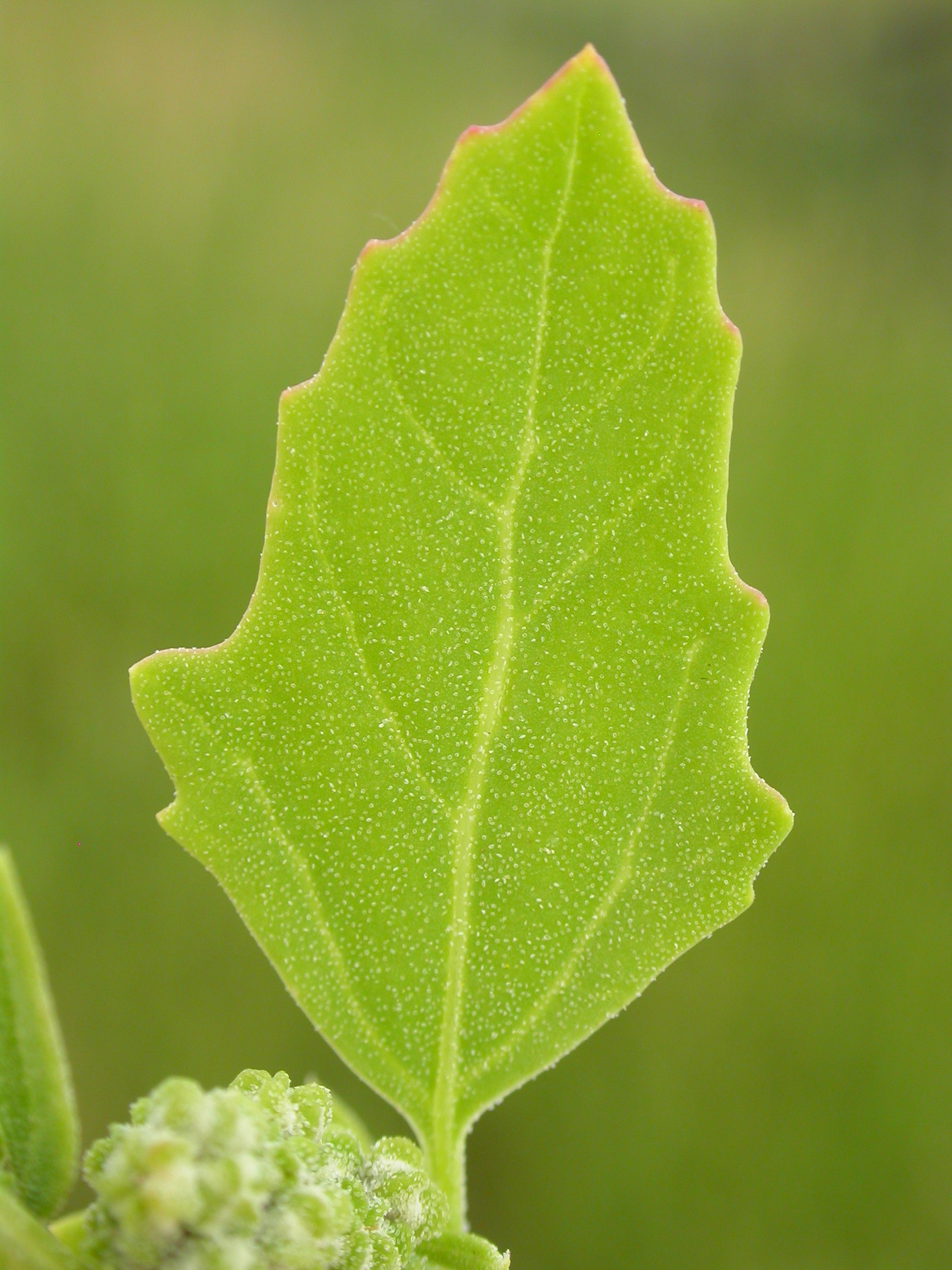